# Xã Norman, Quận Yellow Medicine, Minnesota
Xã Norman (tiếng Anh: Norman Township) là một xã thuộc quận Yellow Medicine, tiểu bang Minnesota, Hoa Kỳ. Năm 2010, dân số của xã này là 264 người.